# Нан-су-Тиль
Нан-су-Тиль (фр. Nan-sous-Thil) — коммуна во Франции, находится в регионе Бургундия. Департамент коммуны — Кот-д’Ор. Входит в состав кантона Преси-су-Тиль. Округ коммуны — Монбар.
Код INSEE коммуны — 21449.

## Население
Население коммуны на 2010 год составляло 191 человек.
| 1962 | 1968 | 1975 | 1982 | 1990 | 1999 | 2010 |
| ---- | ---- | ---- | ---- | ---- | ---- | ---- |
| 233  | 249  | 174  | 185  | 164  | 175  | 191  |

## Экономика
В 2010 году среди 109 человек трудоспособного возраста (15—64 лет) 81 были экономически активными, 28 — неактивными (показатель активности — 74,3 %, в 1999 году было 60,6 %). Из 81 активных жителей работали 81 человек (43 мужчины и 38 женщин), безработных не было. Среди 28 неактивных 6 человек были учениками или студентами, 14 — пенсионерами, 8 были неактивными по другим причинам.